# Taylorcraft LBT
El Taylorcraft LBT fue un planeador diseñado y construido por Taylorcraft durante la Segunda Guerra Mundial, en respuesta al requerimiento de la Armada de los Estados Unidos de una bomba planeadora. El LBT, uno de los tres modelos prototipo de "Glomb" encargados por la Armada, sufrió dificultades técnicas y de prestaciones y fue cancelado temprano en la producción; ninguno de los aviones entró en servicio operativo.

## Diseño y desarrollo
Durante diciembre de 1940, la Armada de los Estados Unidos comenzó a estudiar una propuesta de "bomba planeadora", que pretendía ser un avión económico, sin motor, controlado remotamente desde otro avión convencional, que sería capaz de lanzar bombas a un objetivo enemigo sin exponer a la tripulación aérea al riesgo de las defensas del objetivo. La bomba planeadora, o "Glomb", sería remolcada por un avión ordinario con base en un portaaviones hasta la zona de su objetivo; la guía después de la liberación del planeador de su avión de remolque estaba destinada a ser proporcionada por una cámara de televisión ubicada en el morro del planeador, que transmitiría su señal a un avión pilotado, utilizando el control de radio un operador a bordo del avión de control para dirigir la "Glomb" hacia su objetivo. Tras la evaluación inicial de la Armada, se consideró que valía la pena seguir desarrollando el concepto "Glomb", y la Oficina de Aeronáutica le otorgó estatus oficial al proyecto en abril de 1941.
Las pruebas iniciales del concepto "Glomb" se llevaron a cabo utilizando conversiones de planeadores existentes para realizar vuelos sin piloto y controlados de forma remota; estas pruebas parecieron indicar que el concepto era prometedor y se emitió una solicitud de diseños a la industria. Tres empresas obtuvieron contratos para desarrollar aviones operativos "Glomb", y los contratos se otorgaron a Pratt-Read, Piper Aircraft y Taylorcraft. El diseño de Taylorcraft, designado LBT-1 por la Armada, se basó en el planeador de entrenamiento LNT-1 de la compañía; se habían probado dos XLNT-1, convertidos a control remoto, como parte de las pruebas iniciales del "Glomb". El LBT-1 presentaba un ala alta arriostrada mediante puntales y un tren de aterrizaje triciclo; el avión fue diseñado para transportar una bomba de 907 kg (2000 libras) como ojiva. Además de su sistema de guía remota por radio y televisión, el LBT-1 conservaba una cabina, lo que permitía a un piloto a bordo volar el avión en vuelos de entrenamiento y evaluación.

## Historia operacional
El LBT-1 comenzó a ser evaluado por la Armada en abril de 1944. El contrato de la Armada solicitaba la producción de 100 unidades de cada tipo de "Glomb"; sin embargo, en octubre de 1944, las pruebas comenzaban a indicar que el bajo rendimiento esperado de la bomba planeadora era un inconveniente, y las Piper LBP-1 y LBE-1 se consideraron superiores. En consecuencia, se canceló el contrato del LBT; sólo se construyeron 25 ejemplares de este modelo, ninguno de los cuales entraría en servicio operativo.

## Operadores
Estados Unidos
- Armada de los Estados Unidos

## Especificaciones (LBT-1)
Referencia datos: Trimble 1990, Dryden, Morten and Getting 1946

### Características generales
- Tripulación: Uno (piloto, opcional)
- Longitud: 7,7 m (25,2 ft)
- Envergadura: 11 m (36,1 ft)
- Superficie alar: 16,8 m² (180,8 ft²)
- Peso cargado: 1783 kg (3929,7 lb)

### Rendimiento
- Velocidad máxima operativa (Vno): 505 km/h (314 MPH; 273 kt) en picado
- Velocidad crucero (Vc): 390 km/h (242 MPH; 211 kt) (velocidad de remolcado)

### Armamento
- Bombas: 910 kg

## Aeronaves relacionadas

### Desarrollos relacionados
- ASM-N-2 Bat
- Piper LBP
- Pratt-Read LBE

### Aeronaves similares
- Cornelius XBG-3
- Fletcher FBT-2

### Secuencias de designación
- Secuencia LB_T (bombas planeadoras de la Armada estadounidense, 1941-1945 (Taylorcraft, 1942-1946)): LBT